# Frank Grünwald
Frank Grünwald (* 6. September 1957 in Göttingen) ist ein deutscher Nuklearmediziner. Er ist Professor an der Johann Wolfgang Goethe-Universität Frankfurt am Main und war bis September 2023 Direktor der Klinik für Nuklearmedizin des Universitätsklinikums Frankfurt am Main.

## Leben
Grünwald legte 1976 das Abitur am Nicolaus-Cusanus-Gymnasium Bonn ab, anschließend absolvierte er den Zivildienst. Von 1978 bis 1984 studierte er Humanmedizin in Bonn. Nach dem medizinischen Staatsexamen 1984 wurde er 1986 zum Dr. med. promoviert. Von 1984 bis 1986 war er wissenschaftlicher Mitarbeiter am Physiologischen Institut I der Universität Bonn und wechselte dann an die Klinik und Poliklinik für Nuklearmedizin der Universität Bonn. Die Anerkennung als Arzt für Nuklearmedizin erhielt er 1990. Im Jahr 1992 habilitierte Grünwald und wurde 1992 Oberarzt und 1994 leitender Oberarzt der Klinik und Poliklinik für Nuklearmedizin am Universitätsklinikum Bonn. 1997 erfolgte die Ernennung zum außerplanmäßigen Professor. Von 1999 bis 2023 leitete Grünwald die Klinik für Nuklearmedizin am Universitätsklinikum in Frankfurt.
Grünwald ist verheiratet und hat fünf Kinder.

## Wirken
Grünwald ist Mitglied in vielen wissenschaftlichen Gremien und Verbänden und erhielt mehrere Auszeichnungen für seine wissenschaftlichen Arbeiten. Er hat zahlreiche Bücher und Buchbeiträge verfasst und ist Mitherausgeber des deutschen Standardlehrbuches auf dem Gebiet der Nuklearmedizin. Zu den wissenschaftlichen Schwerpunkten gehören der Einsatz von nuklearmedizinischen Verfahren bei Tumorerkrankungen, die Positronen-Emissions-Tomographie (PET), die Untersuchung und Behandlung von Schilddrüsenerkrankungen, insbesondere Schilddrüsenkrebs sowie die Radiojodbehandlung.